# أليستير جاكسون
أليستير جاكسون (بالإنجليزية: Alistair Jackson)‏ هو سائق سباق بريطاني، ولد في 17 نوفمبر 1988 في Glengormley ‏ في المملكة المتحدة.

## روابط خارجية
- أليستير جاكسون على موقع DriverDB.com (الإنجليزية)